# Android Nougat
Android „Nougat” (nazwa kodowa N w trakcie prac rozwojowych) – siódma z kolei odsłona systemu operacyjnego Android. Pierwsza wersja testowa została wydana 9 marca 2016 roku. Oficjalna premiera nastąpiła 22 sierpnia 2016 roku. Nougat pozwala między innymi na uruchomienie 2 aplikacji jednocześnie na jednym ekranie, szybkie przechodzenie między dwoma ostatnio uruchomionymi programami, szybsze włączanie telefonu czy instalowanie aktualizacji w tle. Android Nougat, to pierwsza wersja tego systemu z obsługa Vulkan API.
W lutym 2017 roku 1,2% wszystkich urządzeń łączących się ze sklepem Google Play korzystało z systemu Android w wersji 7. Dieter Bohn z „The Verge” pochwalił tryb włączania dwóch programów jednocześnie. Jego zdaniem ta funkcja powinna być dostępna od dawna. Zauważył też, że nowy tryb jest bardziej użyteczny dla właścicieli tabletów z uwagi na większy ekran. Swoją recenzję zakończył stwierdzeniem, że Nougat to dobry system, jednak szkoda, że większość osób będzie musiała długo czekać na udostępnienie aktualizacji na ich telefon.